# Îles du Pot à l'Eau-de-Vie
Les îles du Pot à l'Eau-de-Vie sont un archipel du fleuve Saint-Laurent, au Québec, comprend trois îles dénommés le Gros Pot, le Petit Pot et le Pot du Phare. Situés à 1 km de la rive nord-est de l'île aux Lièvres, ces îlots sont éloignés de 11 km de Rivière-du-Loup dans le Bas-Saint-Laurent. L'archipel a servi de mouillage pour les navires, ce qui peut expliquer l'intérêt du lieu et aussi le fait qu'il ait reçu un nom très tôt. L'hydrographe Richard Testu de La Richardière emploie le toponyme « Pot à leau de vie » en 1735. L'importance stratégique du Pot à l'Eau-de-vie est nettement signalée dans les documents de Bougainville (1759). Une carte géographique de 1761 de Jacques-Nicolas Bellin indique Islot du Broc et Pot à l'Eau de Vie pour identifier les deux îles les plus étendues de ce groupe. Vraisemblablement les brocs ou pots à l'eau-de-vie dont on se servait à bord étaient utilisés pour le transvasage dans les tonneaux ou tout simplement pour boire de l'eau fraîche. La traduction anglaise Brandy Pot, qui s'est imposée dès la seconde moitié du XVIIIe siècle, est encore parfois usitée.

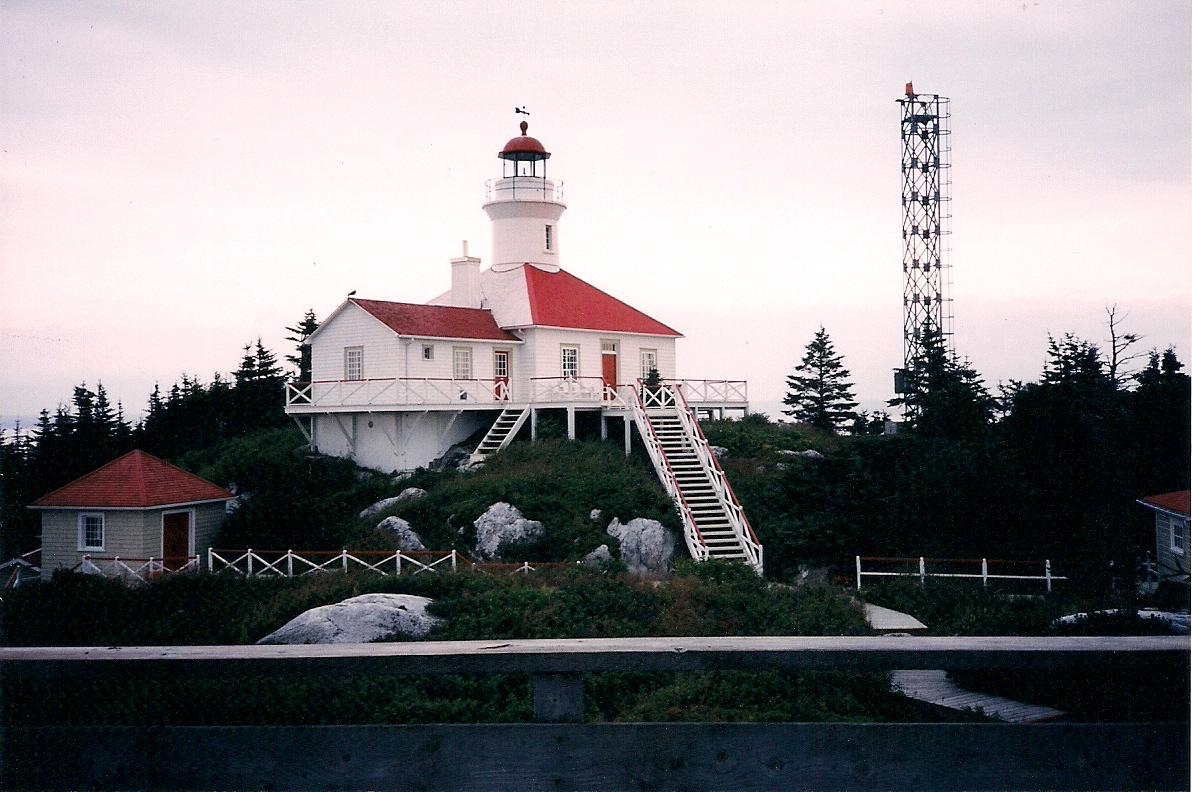
Phare de l'île du Pot du Phare (archipel du Pot à L'Eau-de-vie)

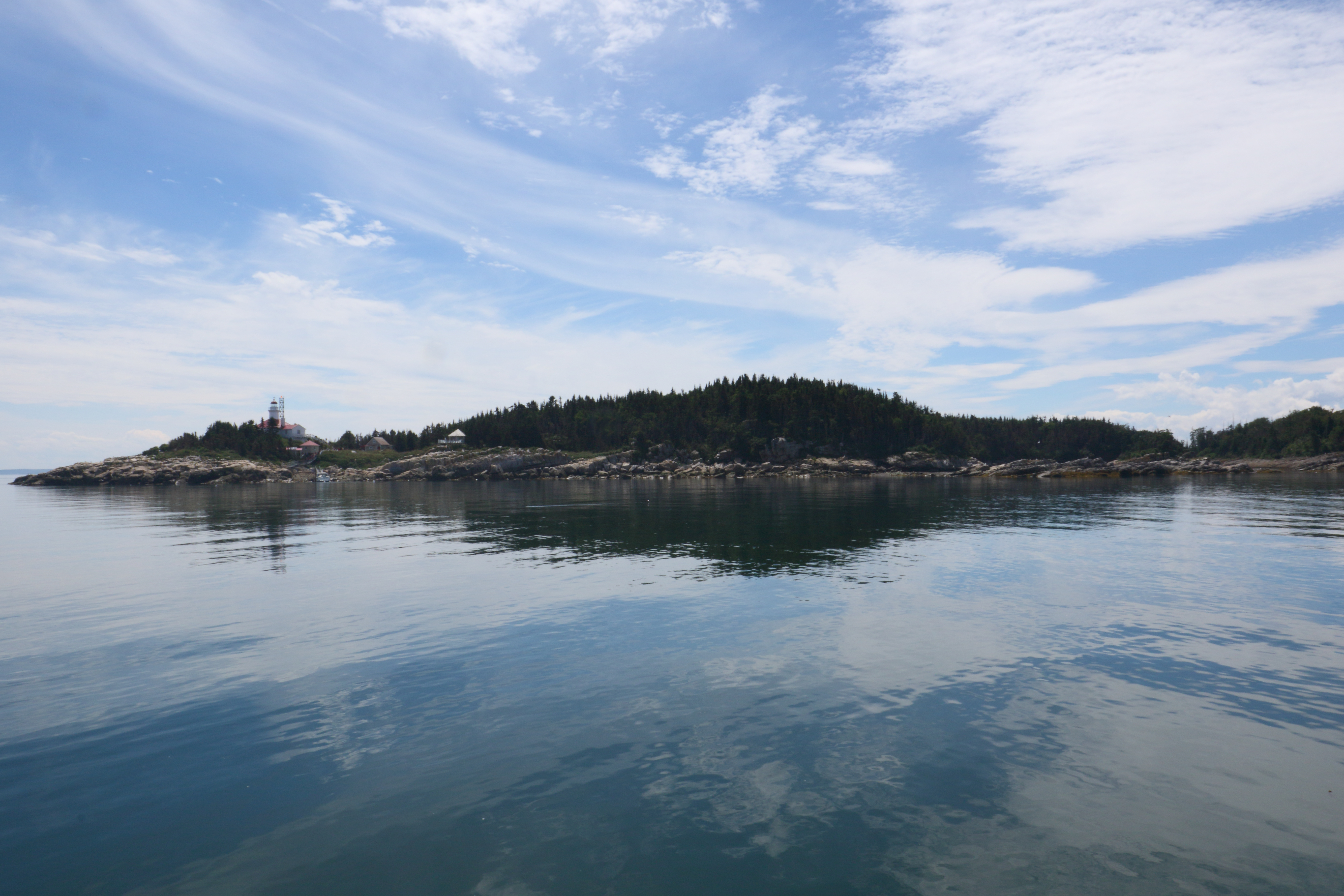
Île du Pot du Phare (archipel du Pot à l'Eau-de-vie)

Sur Le Pot du Phare se trouve un phare mis en service en 1862 et abandonné en 1964. Classé monument historique national par le gouvernement du Canada, le phare a été restauré en 1989 par la Société Duvetnor qui l'exploite aujourd'hui en tant que gîte touristique. Une partie du Pot du Phare fait partie de la réserve nationale de faune des îles de l'Estuaire. 